# Flaçà
|  | Aquest article tracta sobre un poble del Gironès. Si cerqueu un poble del Conflent, vegeu «Flaçà (Serdinyà)». |

Flaçà és un municipi empordanès adscrit a la comarca del Gironès, a la riba dreta del Ter. Ocupa una superfície de 6,67 km² i s'estén a cavall de la serra de Vall-lloreda i la plana al·luvial que forma el riu Ter un cop travessa el pas del congost. Al nord limita amb el riu Ter i el terme municipal de Sant Jordi Desvalls, a l'oest amb els termes municipals de Sant Joan de Mollet i Sant Martí Vell i al sud i a l'est amb els municipis de Foixà i la Pera, ambdós pertanyents ja a la comarca del Baix Empordà.

## Geografia
- Llista de topònims de Flaçà (Orografia: muntanyes, serres, collades, indrets..; hidrografia: rius, fonts...; edificis: cases, masies, esglésies, etc).

Referent a la seva geografia física, el municipi conté dos ambients clarament diferenciats. Per una banda, l'oest del municipi és una zona planícia, constituïda per la plana al·luvial que forma el riu Ter, després del pas del congost i per altre, a l'est, per la suau serra de Vall-lloreda, sent el punt més alt del municipi el puig d'en Fuselles. Al nord del municipi, com a element fronterer amb el municipi de Sant Jordi Desvalls, s'hi troba el curs del riu Ter. Això provoca que el municipi sigui creuat per diferents rieres i rierols, generalment secs, però que quan plou amb intensitat s'inunden i desemboquen al riu Ter. Com a conseqüència d'aquests diferents ambients, en cada un trobem una vegetació especialitzada: vernedes, salzes i pollancres a prop del riu, freixes i saüquers entorn les rieres i boscos mixtes de roures i alzines en la zona més muntanyosa, on també hi trobem pi i diferent vegetació arbustiva mediterrània. Referent a la fauna, podem destacar mamífers com el senglar, conill, llebre o guineu i aus com el gaig, pit-roig, mussol o aligot, tots ells típics de zones boscoses. En l'ecosistema fluvial, destaquen bagres, barbs, carpes o serps d'aigua i aus aquàtiques, com l'ànec collverd, la polla d'aigua, bernat pescaire o l'esplugabous.
Flaçà està constituït pel nucli urbà i antic de Flaçà, el barri de la Bolla o de l'Estació, edificada entorn l'estació de tren i separada de la resta del nucli pel traçat de les vies del tren i el pas a nivell. Ambos se situen en la zona baixa del municipi. El municipi també està format per la Còlonia, una barriada obrera a les faldes de la serra de Vall-lloreda i el veïnat de Farreres, un conjunt de cases i granges situades enmig de la serra de Vall-lloreda, i agrupades entorn l'ermita de la Mare de Déu de l'Esperança.

## Demografia[4]
| 1497 f | 1515 f | 1553 f | 1717 | 1787 | 1857 | 1877 | 1887 | 1900 | 1910 |
| ------ | ------ | ------ | ---- | ---- | ---- | ---- | ---- | ---- | ---- |
| 32     | 30     | 30     | 273  | 389  | 450  | 477  | 497  | 476  | 480  |

| 1920 | 1930 | 1940 | 1950 | 1960 | 1970 | 1981 | 1990 | 1992 | 1994 |
| ---- | ---- | ---- | ---- | ---- | ---- | ---- | ---- | ---- | ---- |
| 537  | 557  | 539  | 750  | 806  | 924  | 986  | 949  | 924  | 924  |

| 1996 | 1998 | 2000 | 2002 | 2004 | 2006 | 2008  | 2010  | 2012  | 2014  |
| ---- | ---- | ---- | ---- | ---- | ---- | ----- | ----- | ----- | ----- |
| 851  | 840  | 845  | 884  | 932  | 997  | 1.050 | 1.070 | 1.065 | 1.041 |

| 2016  | 2018  | 2020  | 2022  | 2024  | 2026 | 2028 | 2030 | 2032 | 2034 |
| ----- | ----- | ----- | ----- | ----- | ---- | ---- | ---- | ---- | ---- |
| 1.018 | 1.081 | 1.130 | 1.130 | 1.145 | -    | -    | -    | -    | -    |

## Història

### Primeres evidències
El coneixement històric sobre el municipi i nucli de Flaçà és escàs i amb absències temporals evidents. La primera notícia de poblament en el municipi és recent i consisteix en unes peces de ceràmica romana que s'han datat entorn el segle ii i I a.C. El seu descobriment fou causal, a conseqüència de la construcció de l'antiga fàbrica Torres Domènech (1945). És possible que existeixin més evidències, sobretot en les zones més elevades del municipi (la plana d'inundació de les zones baixes dificultaria el seu poblament), però la falta d'un estudi arqueològic i històric rigorós crea l'absència de més dades.

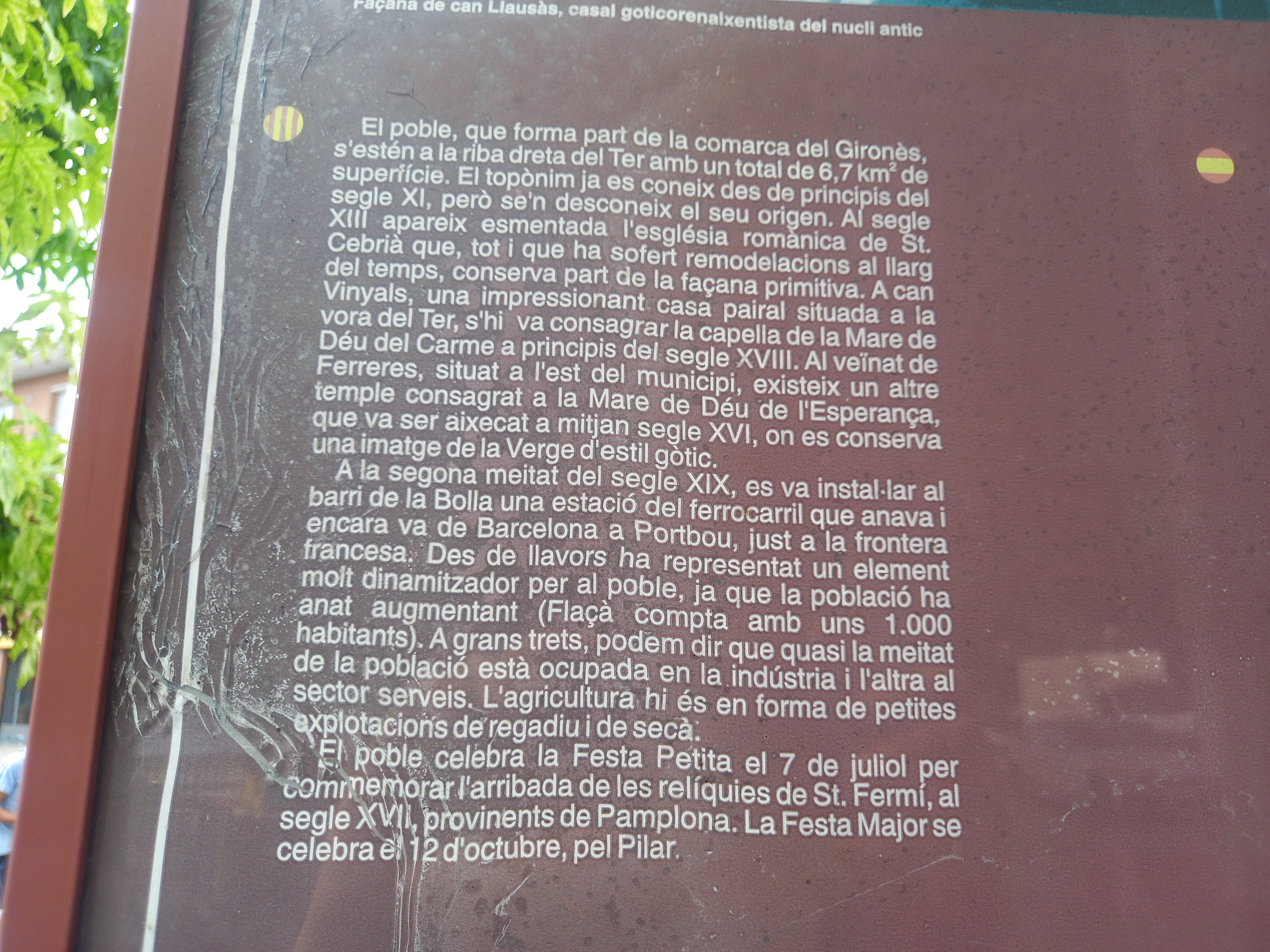

Hem de fer un salt temporal fins a l'edat mitjana, on en diferents documents medievals apareix el nom de Flociano (any 921) o Flassano (any 1017). El primer document es tracta d'un donació de terrenys del actual municipi a l'antiga abadia de Santa Maria de la Grassa i el segon document es tracta d'una butlla papal (Benet VIII) dirigida al monestir de Camprodon, on s'esmenten les propietats que aquest tenia en l'actual terme municipal. Aquestes propietats eren essencialment masos, el que fa pensar que durant els segles x i xi, Flaçà estaria constituït per diferents masos dispersos. El 1209 també apareix documentada l'església de Sancti Cipriani (actual Sant Cebrià), que anirà figurant en altres documents posterior, sobretot de caràcter eclesiàstic. S'especula també amb l'existència d'un castell, ja que algun document en fa referència (1392), però les seves restes no han estat localitzades, segurament, com ja s'ha esmentat, per l'absència d'un estudi sistemàtic de la història municipal. Per tant, ens podem fer una imatge d'un Flaçà medieval constituït per una parròquia, pot ser un petit nucli entorn, masies disperses i un castell.

### El tren i el procés d'industrialització

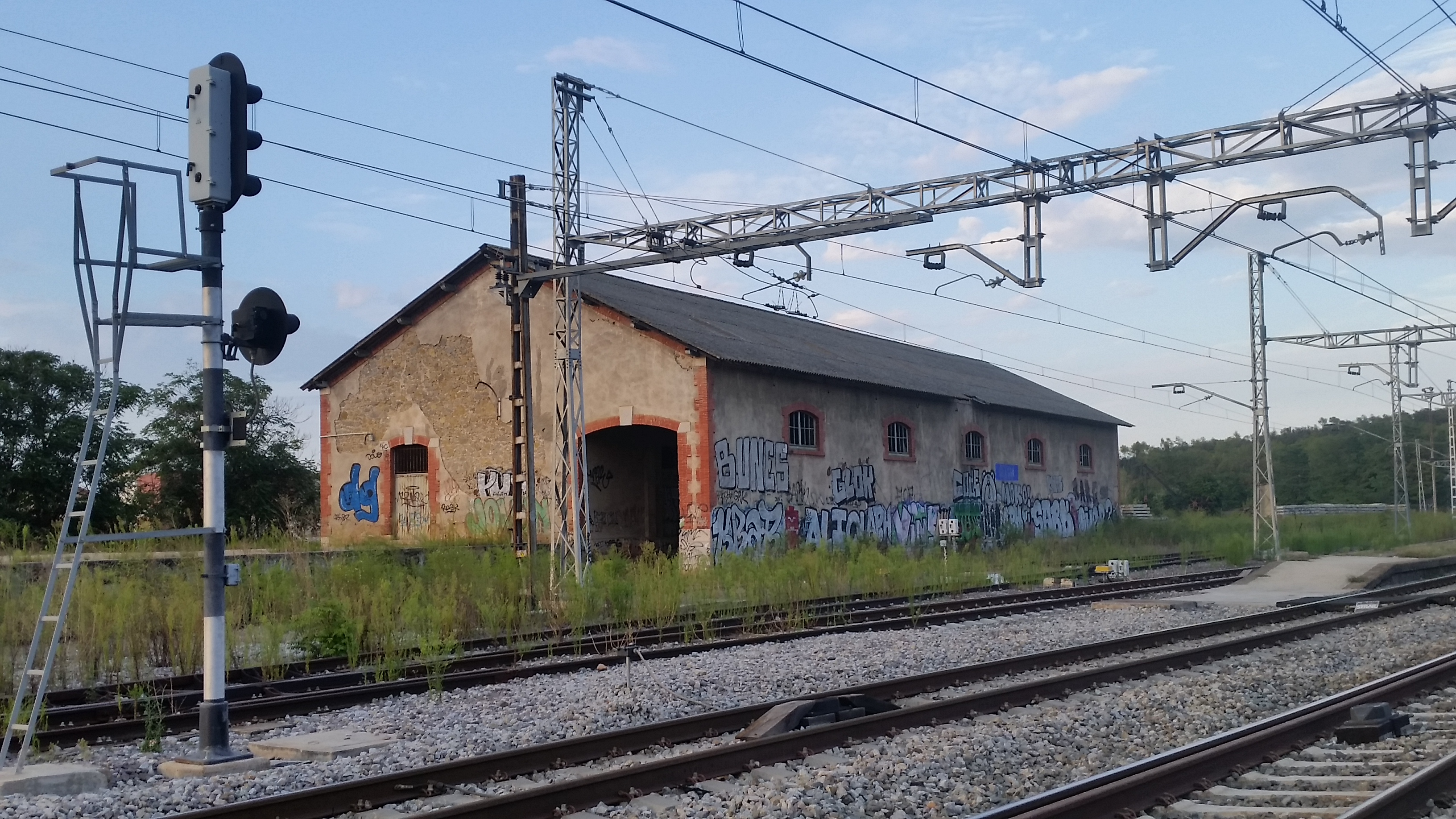
Restes de les antigues infraestructures ferroviàries de Flaçà. Actualment, l'Estació es troba renovada.

No tenim més dades de Flaça fins a la seva època contemporània. L'any 1887, Flaçà passa a ser un nus de comunicació gràcies al pas pel municipi de la línia de tren, que poc temps més tard, connectaria Barcelona amb França. Conseqüentment, es va construir l'estació de tren i totes les infraestructures que l'acompanyaven en el nucli de la Bolla (ara popularment conegut com a barri de l'Estació). Per salvar el riu Ter també es construeix un pont, la primera fase constructiva de la qual va ser dissenyada per la casa Eiffel. La situació de Flaçà resulta estratègica, ja que connecta el Baix Empordà i la seva costa (entre ells el port de Palamós) amb la linea ferrovària. De fet, l'any 1884 es va aprovar un Reial Decret que permetia la construcció d'una petita línea ferroviària que connectava Palamós amb Flaçà, que popularment es va donar a conèixer com el tren petit o El Carrilet. El primer viatge es feu l'any 1887. Així doncs, Flaçà era la línia d'enllaç entre dos línies de tren i va esdevenir l'autèntica "estació de la Costa Brava". Da'questa manera, la dinàmica vida que es va generar entorn l'estació va concentrar el motor econòmic i la vida del poble al nucli de la Bolla. Actualment, El Carrilet, línia que va acabar connectant Palamós-Flaçà-Girona-Banyoles va morir l'any 1955, després de llargues pèrdues que va anar acumulant des de l'inici de la Guerra Civil Espanyola (1936-1939). Amb la pèrdua del tren petit, molts consideren que es va enterrar un símbol empordanès, que va ser construït a 'base de pales, pics i de braços de la gent del poble, de gent empordanesa'.
Tanmateix, durant el régim feixista de Franco, i aprofitant encara l'important línea ferrovària que connecta amb França, Flaçà va resultar atractiva per la instal·lació d'indústries. La companyia Wartheim va construir una petita fàbrica de màquines de cosir a prop de l'estació, que portava el nom de "La Ràpida" (1942). Posteriorment va passar a mans de la companyia de màquines d'escriure "Hispano-Olivetti". A Flaçà, s'hi realitzaven les maletes de la màquina d'escriure i va tenir activitat fins al 1967. També s'hi va instal·lar la fàbrica de paper Torras Domènech (1945), més coneguda com "la fàbrica de Flaçà". Els propietaris de l'empresa tenien altres fàbriques a la província (Bonmatí i Sarrià de Ter) i al inaugurar la de Flaçà hi van desplaçar treballadors experts de la fàbrica de Bonmatí per a treballar-hi. Això va propiciar la construcció de la colònia obrera entorn l'ermita de Sant Fermí i a les faldes de la serra de Vall-lloreda, coneguda popularment com La Colònia. Aquesta fàbrica (actualment, Aconda) continua en actiu i el barri continua sent habitat.

## Economia
La història de Flaçà revela com d'important ha estat i és per l'economia del municipi l'estació de tren i el nus de connexions que en va derivar. Això va propiciar la instal·lació de diferents indústries, especialment, la indústria paperera, que encara perviu (hi han dos fàbriques). Tanmateix, continua sent important el sector agrícola, especialment de regadiu (hortalisses i cereals). També hi trobem vinyes i olivers (agricultura de secà) i ramaderia bovina i porcina.
Hi ha un mercat setmanal els dimecres que se situa a la plaça de l'estació dell carrilet, a la Bolla.

## Comunicacions

### Terrestre
El municipi està creuat per la C-66 que comunica Palamós amb Banyoles, sent una via important que uneix el Baix Empordà amb nuclis importants del Gironès i el pla de l'Estany, com Celrà, Girona o Cornellà de Terri. Aquesta via connecta amb la N-II i l'autopista A-2, ambdues vies connecten la frontera francesa amb Barcelona.
La C-255 es desvia de la C-66 per entrar dins el nucli urbà i la Bolla, accedint així a l'estació de tren. Aquesta carretera torna a connectar amb la C-66, després de creuar el nucli de Flaça i Sant Joan de Mollet (Gironès), el poble veí. El municipi també està connectat amb Sant Llorenç de les Arenes, del municipi de Foixà (Baix Empordà), a través de la GIV-6424. Una desviació d'aquesta via també comunica amb el nucli de Sobrànigues i Sant Jordi Desvalls (Baix Empordà), a l'altre riba del riu Ter, creuant una senzilla passera, puntualment inutilizable quan creix el cabal del riu.
Té una estació de busos que comunica a través d'una línea regular amb Girona. També té servei de taxi.

### Ferroviària
El municipi hi ha una estació de ferrocarril de la línia Barcelona-Portbou (actualment, línia R11). És una de les estacions més importants d'aquesta línia, que comunica Flaçà amb Figueres, Girona o Barcelona, entre d'altres, tan amb trens mitjana distància com regionals.

## Llocs d'interès
- Església de Sant Cebrià: d'origen romànic, ja se'n tenia data el segle x. D'aquesta primera construcció en queden dos restes: la portalada de ponent i part de l'absis semicircular, sota el campanar. Tanmateix, el temple que podem observar actualment és degut a una reconstrucció (1824), seguint patrons neoclàssics. Es troba a l'extrem nord del nucli antic.[8]

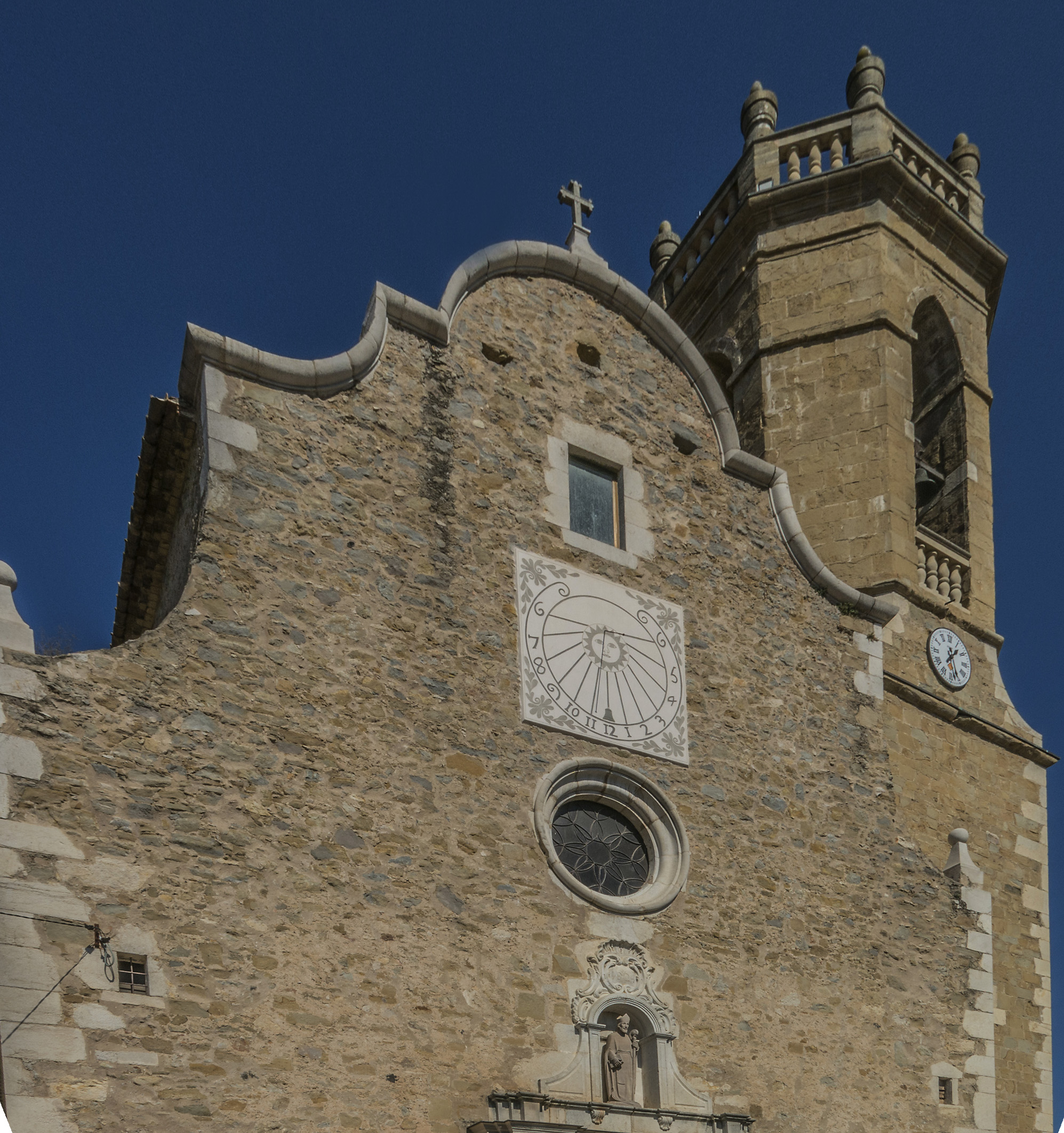
Façana
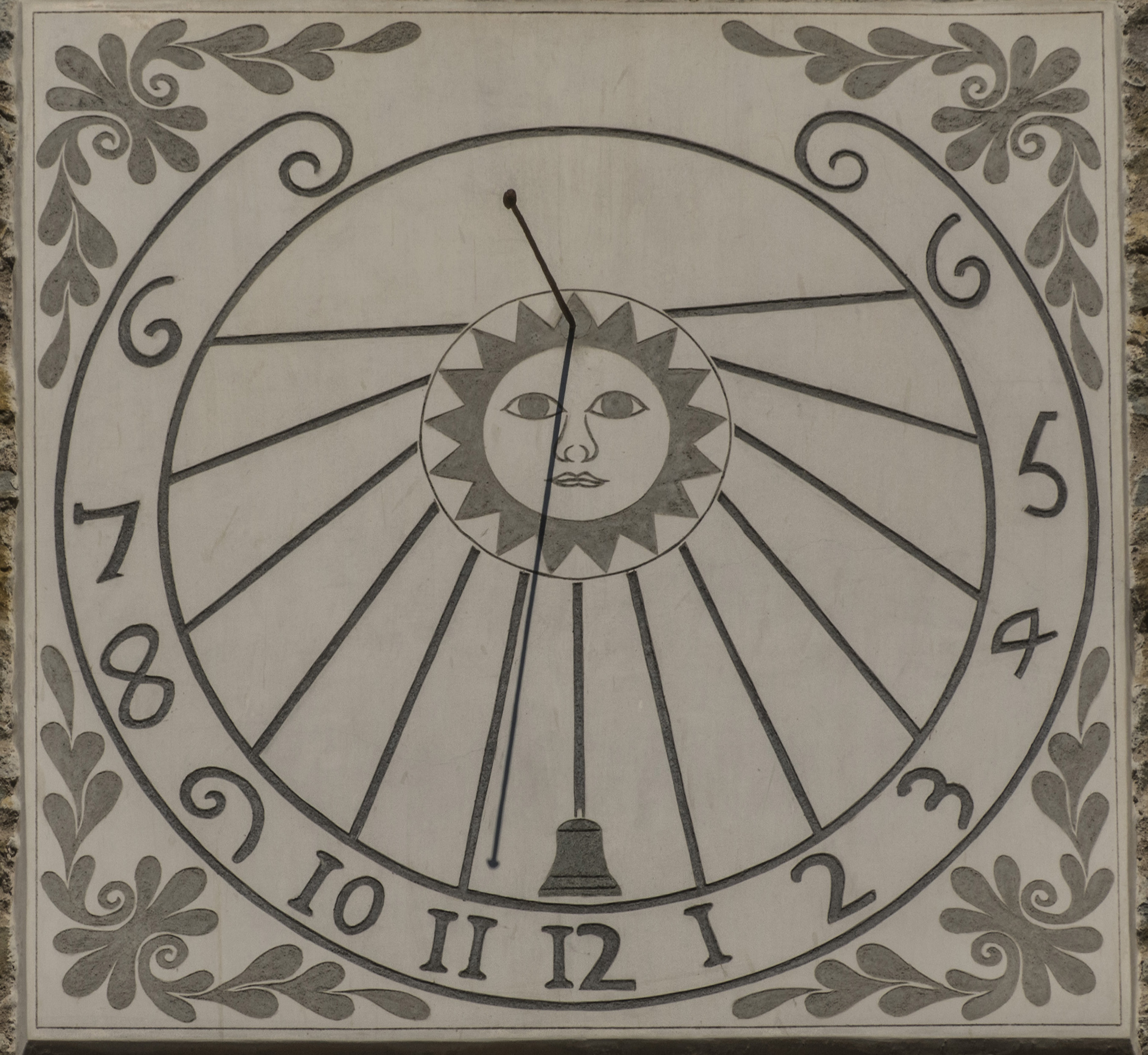
Rellotge de sol de Sant Cebrià
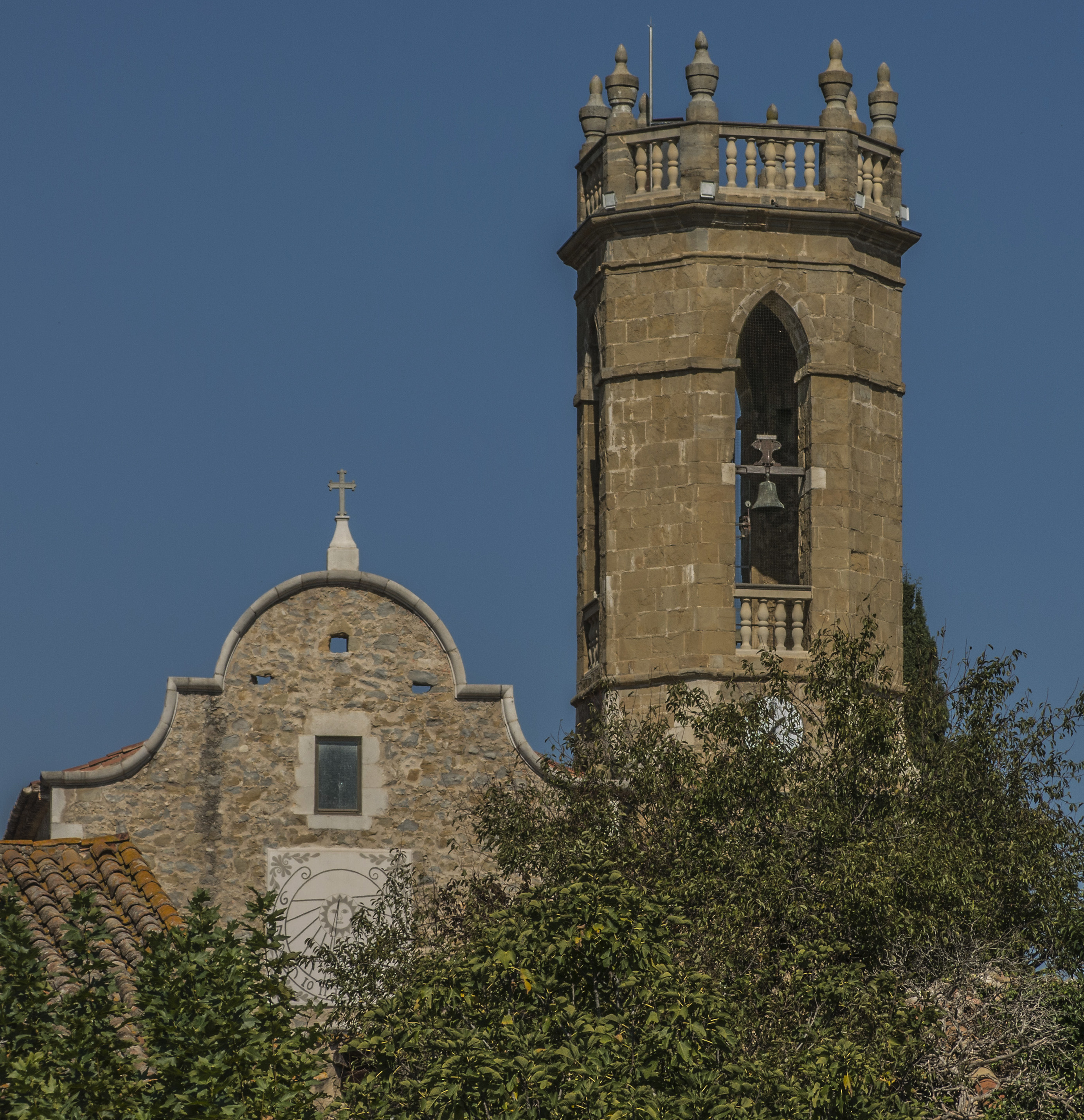

- Ermita de Sant Fermí, en la colònia Torras Domenèch o, simplement, La Colònia, a l'est de Flaçà.

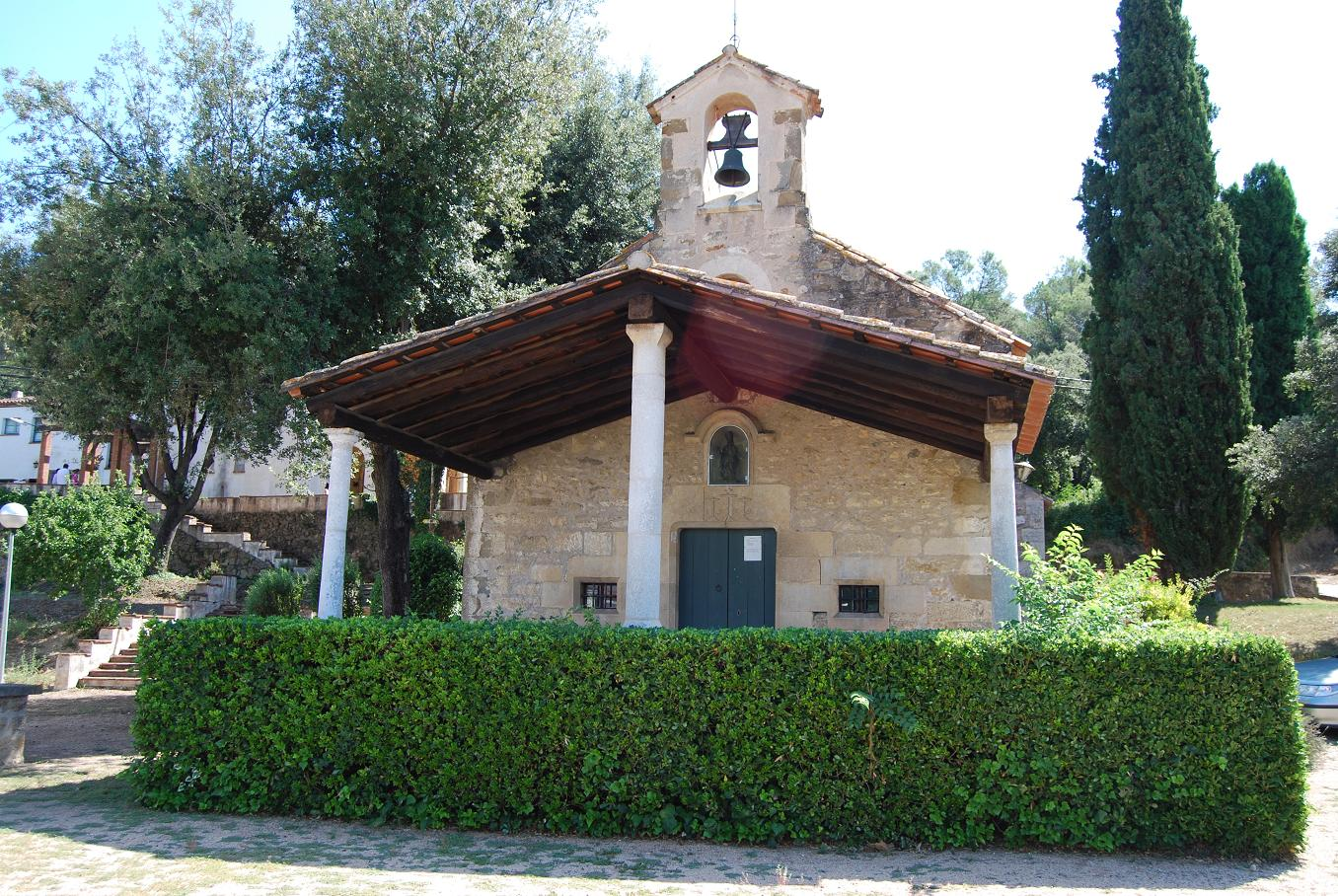
Ermita de Sant Fermí, en la colònia Torras Domenèch o, simplement, La Colònia, a l'est de Flaçà.

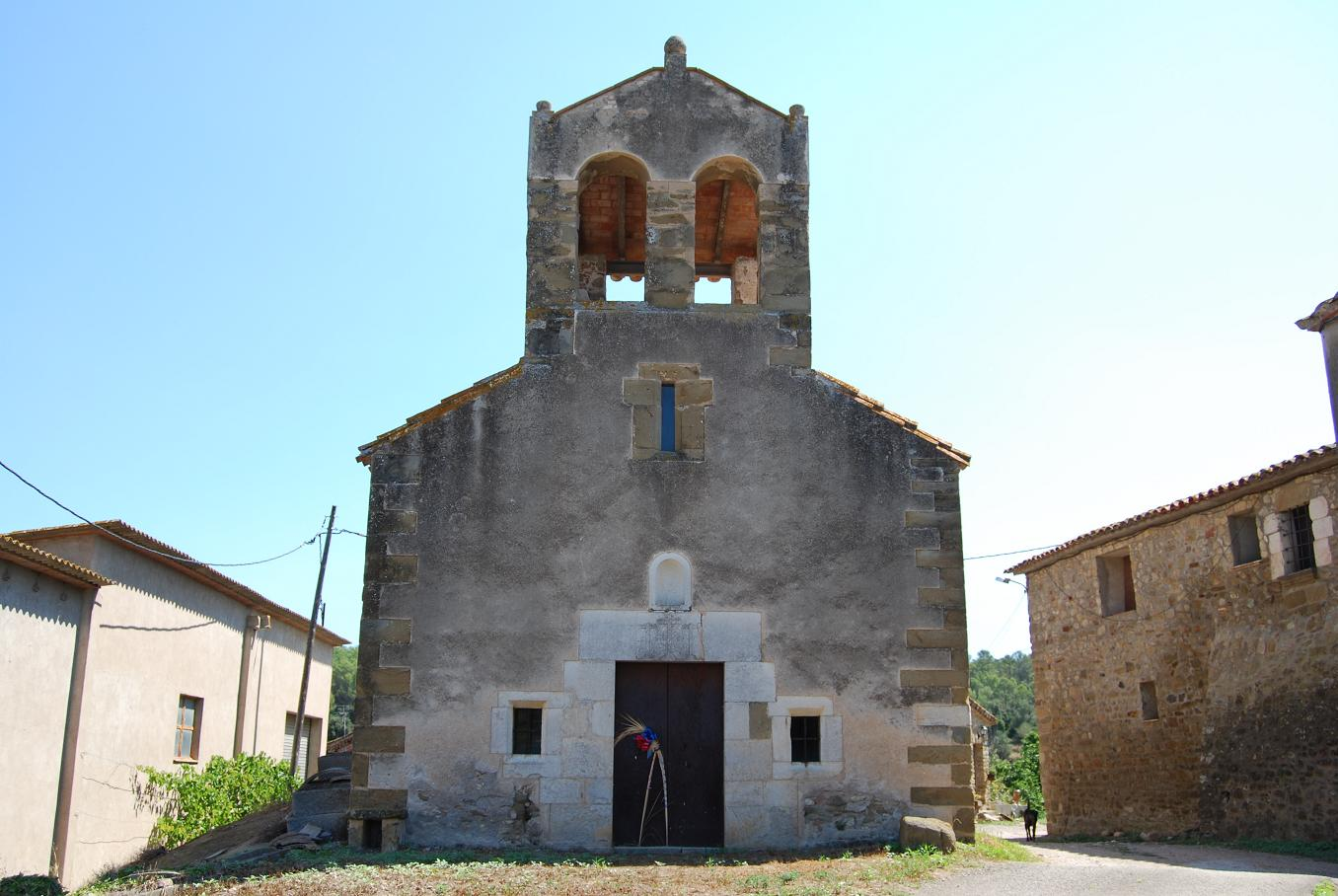
Ermita de la Mare de Déu de l'Esperança, al Veïnat Farreres, a l'est del terme municipal de Flaçà.

- Ermita de Sant Fermí: petit temple d'una sola nau que data del 1579, tal com indica en la seva portalada. Té un campanar de cadireta i un porxo a la seva entrada. Es troba en la Colònia, barriada obrera que es va construir a mitjans del segle xx, per acollir població emigrada que venia a treballar a la fàbrica paperera de Torres Domènech (1945). Pere Benavent, cunyat de Salvador Torres Domènech, el propietari de la fàbrica, va iniciar una reforma en el temple, ampliant-ne la nau i l'absis, i va fer diferents intervencions en l'exterior més immediat. Aquesta ermita havia custodiat les relíquies de Sant Fermí (1678-1827), quan un pare franciscà (Pere Pau Gomeras) va anar-les a buscar a Pamplona. Malauradament, a principis del segle xix varen ser robades.[9] Ermita de la Mare de Déu de l'Esperança, al Veïnat Farreres, a l'est del terme municipal de Flaçà.
- Ermita de la Mare de Déu de l'Esperança: petit temple rural que data del 1567, tal com indica en la seva portalada. Té una sola nau i un campanar de cadireta. Està edificada en el punt més alt del veïnat de Farreres, a l'est del municipi, enmig de la suau serra de Vall-lloreda. En el seu interior hi resideix una tall gòtica d'una Mare de Déu, realitzada d'alabastre policromat, considerada per alguns autors com una joia del gòtic popular.[10][11]
- Nucli antic: l'estructura de carrers del nucli antic és desorganitzada i ombrívola. En ella, apart de l'església de Sant Cebrià, també hi podem trobar casa Balle (o can Llausàs), un antic palauet d'estil plateresc. Cal indicar, que a conseqüència del desplaçament de la principal activitat social i econòmica a la Bolla o barri de l'Estació, fa que el nucli resti una mica desplaçat i abandonat.[12]
- Can Vinyals: casa pairal, d'aspecte senyorial i noble, que es troba al nord del municipi, al costat de la GIV-6424 cap a Sant Llorenç de les Arenes, un petit nucli de població pertanyent a Foixà (Baix Empordà). De fet, la família Vinyals rebé privilegi de noblesa en el regnat de Carles V. Té diferents fases constructives, però en destaca una gran torre circular de finals del segle xix. Al seu interior hi ha una capella a la Mare de Déu del Carme (1718) i oberta al públic.[13][11]
- Central Elèctrica Vinyals: obra de Rafael Masó, inclosa a l'Inventari del Patrimoni Arquitectònic de Catalunya.
- Plaça de l'estació del carrilet: situada en el barri de la Bolla, enfront l'Estació de tren RENFE, concentra la principal activitat comercial i social de Flaçà. Recentment, es va instal·lar un monument a El Carrilet, en memòria a la petita línia ferroviària que connectava Flaçà amb Palamós que va desaparèixer l'any 1955.[14]
- Cementiri Municipal: obra de l'arquitecte gironí Rafael Masó, feta a l'any 1922

En el municipi, s'hi troben diferentes fonts, com la que hi ha instal·lada prop de l'ermita de Sant Fermí o en les immediateses del veïnat de Farreres i al costat de la riera Farreres.

## Serveis públics
- Educació: el municipi disposa de una llar d'infants i un col·legi d'educació primària (CEIP Les Moreres).
- Llar de jubilats
- Zona esportiva, piscina, poliesportiu i Camp Municipal d'Esports.
- Salut: el municipi disposa d'un consultori mèdic local.

## Esports

### Club Esportiu Flaçà
Equip de futbol de Flaçà que va ser fundat l'any 1947 i agrupa diferents categories. Els seus equips juguen en el Camp Municipal d'Esports. Actualment, el seu primer equip masculí juga a la lliga quarta catalana.

### Club Poliesportiu Flaçà
Agrupació esportiva que aplega tennis, natació i marxes populars, entre d'altres.

## En la cultura popular
L'any 2010 Companyia Nocturna estrena a Barcelona el muntatge teatral "El Último Tren" d'Isaac Badia. Una història inspirada en l'estació de Flaçà, on dos adolescents perden a Flaçà l'últim tren que pretenien agafar la nit que decideixen escapar-se de casa.